# 拟同构
拟同构是同调代数中的一个概念。链复形间的态射{\displaystyle A_{\bullet }\to B_{\bullet }}被称为拟同构，如果它所诱导的所有同调群间的同态{\displaystyle H_{n}(A_{\bullet })\to H_{n}(B_{\bullet })}都是同构。上链复形间的态射{\displaystyle A^{\bullet }\to B^{\bullet }}被称为拟同构，如果它所诱导的所有上同调群间的同态{\displaystyle H^{n}(A^{\bullet })\to H^{n}(B^{\bullet })}都是同构。
拟同构给出导出范畴中的同构。